# Кресница
Кресница (словен. Kresnica) је насељено место у општини Шентиљ, Подравска регија, Словенија.

## Историја
До територијалне реорганизације у Словенији била је у саставу старе општине Песница.

## Становништво
У попису становништва из 2011. године, Кресница је имала 156 становника.
| Број становника према пописима | Број становника према пописима | Број становника према пописима |
| ------------------------------ | ------------------------------ | ------------------------------ |
| 1991                           | 2002                           | 2011                           |
| 120                            | 135                            | 156                            |

Напомена: Године 2014. умањено за део насеља који је припојен насељу Подиграц (Кунгота).